# Култура Лепенског вира
Култура Лепенског вира и успостављање њене својеврсне уметности, отпочиње око 7000. године старе ере. Три фактора — изолација, промена климе и увећање локалне популације ,— били су одлучујући за овај преображај.
Ствараоци ове културе припадају старом европском становништву, популацији млађег палеолита. Антрополошки тип је Брно-Пшедмост, оберкаселска варијанта кромањонског типа. Њих одликују мезокефална глава, широко лице, висок раст и робусна грађа. Услед микроеволуционих промена (сматра се да су трајале 100 до 200 генерација) дошло је до грацилизације, али је због изолованости ипак очуван стари антрополошки изглед. Анализа скелета четрдесет особа са три мезолитска локалитета која су припадала култури Лепенског вира показала је да су ове особе имале 85% гена наслеђених од Западних Ловаца-сакупљача и 15% од Источних Ловаца-сакупљача. Хаплотипови Y-ДНК мушкараца из Ђердапске клисуре припадали су искључиво хаплогрупи I (углавном I2a) и хаплогрупи R (R1b1a), док је њихова mtДНК углавном припадала хаплогрупи U (нарочито поткладама U5 и U4).

## Локалитети културе Лепенског вира
Култура Лепенског вира се распростире дуж Ђердапа, на локалитетима:
- Лепенски вир
- Власац
- Разврата
- Икоана
- Хајдучка воденица
- Алибег
- Падина

Три локалитета су низводно од „Гвоздених врата“ — Островул Бокулуи, Скела Клодовеи и Островул Корбулуи. Ова култура је захватила и област Трансилваније.
Трескавац — гола порфирна литица (висока 679 м) уздиже се на левој обали Дунава супротно од насеља Лепенски вир и представља џиновског чувара овог праисторијског насеља. Трескавац је имао веома значајну улогу за житеље Лепенског вира. Установљено је да планина Трескавац има исти трапезоидни облик као што имају основе кућа-колиба у праисторијском насељу Лепенски вир.
Користећи симулације рачунарских програма за излазак Сунца, као и за одређивање ноћног звезданог неба, стручњаци су дошли до закључка да Сунце тачно излази изнад врха Трескавац, природни маркер, од 20. априла до 1. маја, а да сазвежђе Влашића престаје да се види на ноћном небу изнад Лепенског вира управо 20. априла. Ове две небеске појаве могу се искористити за одређивање правог почетка године или лета, односно почетка топлијег временског периода за житеље праисторијског насеља Лепенски вир. Апсурдно је да су се у појединој публицистици појавиле вести да Сунце тачно излази изнад врха Трескавац 21. јуна, односно на дан летње дугодневнице, што претходни рад побија. У сваком случају, знатижељници могу крајем априла или 1. маја, као и 21. јуна, на дан дугодневнице, да у праскозорје посете величанствен локалитет Лепенски вир, и да се сами увере на лицу места када Сунце тачно излази изнад врха планине Трескавац.

## Клима и рељеф
Ђердап — највећа клисура Европе — представљала је изоловани свет, посебно у раном холоцену кад су опустела сва околна равничарска подручја.
Велика река се непосредно везује за планински рељеф због чега се на малим растојањима нагло мењају надморске висине (од 50 до 800 m) и отуда на ограниченим просторима сучељава и по неколико еколошких зона. Велики број микроеколошких станишта, распоређених у „спратове“ између реке и оближњих планинских површина, омогућава да се брзо, на кратком путу нађе све што је потребно за живот: у води — обиље рибе, на обали — најразноврсније стене и минерали, а у шуми — дивљач, плодоносно дрвеће и гориво. Ова природна богатства још више су се увећала у првим вековима 7. миленијума старе ере, кад је отопљење опште климе (почетак бореала) изазвало ново бујање вегетације, а човеку омогућило стални боравак под ведрим небом.

## Архитектура
Једини „материјал“ за архитектонско стваралаштво којим је популација Ђердапа располагала у тренутку насељавања просторно ограничених дунавских тераса био је навикнутост на пећински простор у виду полулопте или полулевка са укошеним зидовима и светлошћу која се од улаза пробија према суженом, мрачном дну.
У свим фазама ове културе граде се искључиво станишта чије су основе изведене из круга или троугла (зарубљени кружни исечак) с укошеним „зидовима“, тј. кровом који непосредно належе на основу. То значи да је популација ове културе живела у стаништима шаторског изгледа, односно да је стамбени простор увек схватала као пећину.
Архитектура је изразито математичка. Грађевински материјал и технике градње се не мењају. И даље се граде камена огњишта. У овом периоду се јављају
- светилишта
- шатори
- кружне платформе од камена

Грађевински материјал и технике градње на Лепенском виру се не мењају. Основе станишта задржавају облик зарубљеног кружног исечка, а такође и камена огњишта су присутна у више слојева.
Сви елементи „ентеријера“ (огњишта, камени столови, скулптуре) су заливени у чврсту масу пода направљену од црвеног кречњака. Постављени су у одређеном односу на примарни једнокраки троугао. На месту где се секу симетрале страна овог троугла, стављан је облутак (жртвеник), а око њега монументалне камене скулптуре.
У Стамбеном хоризонту на локалитету Власац II, откривено је 15 станишта и 5 посебних огњишних конструкција, као и 5 основа шатора сезонског карактера, са платформама од кречњака, која су вероватно представљала места за спавање. Истог карактера су и станишта Власац III, где су откривени остаци 6 шатора, 4 огњишта на отвореном и 4 солидно грађена станишта. Огњишне конструкције су немарно урађене. Новину представљају ниске камене ограде које затварају камени простор и могуће је да су остаци шатора квадратне основе и пирамидалног изгледа.

## Насеља
Насеља су подигнута на најнижим дунавским терасама, груписана су 2—3 у зони у радијусу од 10 km. Станишта Лепенског вира су у облику кружног исечка, елипсе, троугла заобљених углова, са укошеним зидовима и крововима који належу на основу.
На овом археолошком налазишту у седам сукцесивних насеља (Прото Лепенски вир, Лепенски вир I а-е, Лепенски вир II) откривено је 136 стамбених и сакралних објеката, изграђених у раном мезолиту, у периоду од око 9500. до 7200. године пре наше ере (Прото Лепенски вир 1 и 2), а затим у раном и средњем неолиту, од око 6250. до 5500. године пре наше ере (Лепенски вир I-III).
Насеља имају потковичасту форму са неком врстом потковичастог трга у средини.
Насеља су оријентисана ка реци, груписана у два крила. Једно усмерено уз воду, а друго низ воду. Између ова два крила се налази „трг“.
Простор је рашчлањен стазама и рампама.
Насеља ове културе се деле у две групе:
- стална (базична)
- сезонска (транзитна)

Најстарије насеље (Прото Лепенски вир) је сезонског карактера, а млађа (Лепенски вир Iа-е и делом Лепенски вир II) су стална. На локалитету Власац је обрнуто (Власац Iа-б су стална насеља, а Власац II и III су сезонског карактера).

## Светилишта
Најранија светилишта се јављају на Лепенском виру Iб. Истог су облика као и световни објекти, али су прецизно и солидније грађена. Унутрашњост је рашчлањена на два дела: светилиште и простор за становање. Огњишна конструкција и даље задржава осовински положај и окружује се „столовима“. Светилиште заузима ¼ стамбеног простора. Сви елементи ентеријера, као што су огњиште, жртвеник, „столови“, скулптура, заливени су у чврсту кречњачку масу пода. У светилиштима из Лепенског вира г-е јављају се нови елементи: троуглови са продуженим крацима од црвених камених плочица, углављених у под, уз огњиште.
У светилиштима Лепенског вира II престаје премазивање пода кречњачком масом. Насеље из овог периода се састоји од 44 станишта, од којих само једно има светилиште, односно састоји се из две просторије. Иста ситуација је на локалитету Хајдучка воденица, где је такође откривено само једно светилиште.

## Скулптура
Монументална скулптура се јавља кад и прва светилишта, као елемент ентеријерa. Јавља се само на оним локалитетима где су постојала светилишта, у Лепенском виру, Хајдучкој воденици, Падини. Скулптуре се постављају иза огњишта и жртвеника и учвршћују се у под. Израђене су од комада облог пешчара.
Величина скулптуре зависи такође од величине светилишта. Највећа је 62 cm, пронађена у светилишту најпространијег станишта од 42m², а најмања 16 cm у станишту од 8m².
Скулптуре се моделују техником искуцавања, а ређе клесањем. Могу се поделити у 3 групе:
- моделоване у натуралистичком стилу
- скулптуре са апстрактним арабескама
- скулптуре аконичне форме

Иконографија скулптуре:
- људски лик
- животињски лик

Најстарије скулптуре приказују људску фигуру у целини, али само је глава обликована — обрве, дуги нос, велика уста. Већ скулптуре из слоја Лепенски вир Iц имају представљене само очи, увојке косе или шаре на капи, врло су бројне и квалитетне. Из овог периода су прве скулптуре животиња (рибе и јелени). Од Лепенског вира Iг почиње опадање, обрада је немарнија и ова тенденција траје до Лепенског вира Iе.
Скулптура доживљава известан препород у Лепенском виру II, када се јавља већи број детаља, а приоритет се даје техници клесања. Ово је архаизирајући стил. Људска фигура се приказује у целини, јављају се и први детаљи попут руку, груди, кичме... Први пут се моделује људска глава у натприродној величини. Поједини детаљи (уста) су слични изгледу анатомије код риба, што упућује да је то можда скулптура-идол речних божанстава. Акцентовањем појединих црта лица ранији натурализам прераста у апстрактно експресионистички стил.
Ове скулптуре се сматрају најстаријим до сада познатим монументалним скулптурама на свету, иако по димензијама нису веће од 60 цм. Друге скулптуре из овог периода, пронађене у Малој Азији и Палестини, су мање, имају представљене очи и носеве, али немају уста и уши.
Историчар уметности Лазар Трифуновић је рекао да скулптуре Лепенског вира изгледају као да их је извајао Хенри Мур.
Неке од скулптура су постале предмет пажње медија. У књизи „Уметност Лепенског вира” из 1983, Срејовић и Бабовић су описали неке од њих. Најпознатија је „Прародитељка”, приказана на слици. Срејовић и Бабовић су сматрали да је „импресивна” и да можда представља симбол женског принципа у облику риболиког створења. Верује се да је њен пар, мушка верзија, скулптура „Данубијус”. Женски атрибути су симетрични, правилни и упрошћени. Она има два отвора на раменима. Остаци црвеног пигмента су ту још видљиви. „Родоначелник” (52х33 цм) је прва портретна скулптура у натприродној величини. Сматра се да је то тотем. Он има више атрибута људске главе, а мање личи на рибу. Остаци црвене боје су приметни на подочњацима и врату.

## Сахрањивање
У свим фазама културе мртви су сахрањивани у оквиру насеља, најчешће око огњишта. Али овакво сахрањивање је карактеристично само са поједине чланове заједнице, за остале индивидуе нема података.
Практиковани су изузетно сложени ритуали сахрањивања. Постоји неколико облика: инхумација, секундарно сахрањивање, односно парцијално сахрањивање покојника. Инхумација је најчешћи облик и траје током целе културе. Покојници су полагани у различитом положају, ипак најчешћи је опружени, са рукама положеним уз тело, шакама на доњем трбуху. Полагани су у плитка удубљења, ретко од камене конструкције. Постоји, иако ретко, полагање покојника у следећем положају. Оријентација зависи од станишта. У старијој етапи инхумирање је уз станиште, на отвореном простору, док се у млађој покојници сахрањују око огњишта или у зачељу станишта. У светилиштима нађени су остаци покојника између жртвеника и скулптуре, оријентација је југ-север.
У фази Лепенски вир III тела су полагана у ембрионалном положају.
Кремација се јавља само на локалитету Власац и то у неколико гробова од фазе Iа.
Секундарно и парцијално сахрањивање често је практиковано. Покојници су излагани екскарнацији ван насеља, да би се после тога премештали унутар насеља, у целини или парцијално. У почетку сахрањују се само лобање и доње вилице, а касније и дуге кости. Лобање налазимо у „шкрињама“ од кречњачких плоча.
Посипање окером није често, као ни посипање рибљим зубима. Прилози се јављају ретко, углавном су накит, алатке од рога, кости или очњака дивље свиње, лобања јелена, дивљег говечета и др.
Парцијално сахрањивање је карактеристично код сакупљачке заједнице, односно за заједнице најстаријих земљорадника Блиског истока (Натуфијенска култура, Јерихон А-Б).

### Покретни инвентар
Најчешћи предмети за свакодневну употребу израђивани су од камена и рога јелена, силекса (који доминира у старијим фазама), кварца (карактеристичан за млађе фазе) и силикатне стене.
Присутни су одбици од језгра, без додатог ретуша, или веома грубо ретуширани. Највише је присутно иверака полигоналне основе и љуспичасто ретуширане ивице, затим су нађени стругачи и стругалице, резачи, шиљци, убадачи и сврдла.